# Distretti del Suriname

Distretti del Suriname

I distretti del Suriname sono la suddivisione territoriale di primo livello del Paese e sono pari a 10. Essi si suddividono a loro volta in comuni (ressort), per un totale di 62.

## Lista
| Localizzazione | Distretto  | Capoluogo       | Popolazione (2012) | Superficie (km²) |
| -------------- | ---------- | --------------- | ------------------ | ---------------- |
|                | Brokopondo | Brokopondo      | 15 909             | 7 364            |
|                | Commewijne | Nieuw Amsterdam | 31 420             | 2 353            |
|                | Coronie    | Totness         | 3 391              | 3 902            |
|                | Marowijne  | Albina          | 18 294             | 4 627            |
|                | Nickerie   | Nieuw Nickerie  | 34 233             | 5 353            |
|                | Para       | Onverwacht      | 24 700             | 5 393            |
|                | Paramaribo | Paramaribo      | 240 924            | 182              |
|                | Saramacca  | Groningen       | 17 480             | 3 636            |
|                | Sipaliwini | nessuno         | 37 065             | 130 567          |
|                | Wanica     | Lelydorp        | 118 222            | 443              |